# Oberhäslich
Oberhäslich ist ein Ortsteil der sächsischen Großen Kreisstadt Dippoldiswalde im Landkreis Sächsische Schweiz-Osterzgebirge.

## Geographie

### Lage
Oberhäslich liegt etwa drei Kilometer nordöstlich von Dippoldiswalde. Westlich des Ortes befindet sich die Talsperre Malter, die von der Roten Weißeritz gespeist wird. Oberhäslich liegt an der Bundesstraße 170 (Richtung Dresden/Altenberg).

### Nachbarorte
| Malter         | Karsdorf                                    | Reinberg         |
|                | Kompassrose, die auf Nachbargemeinden zeigt | Hirschbach       |
| Dippoldiswalde | Reinholdshain                               | Reinhardtsgrimma |

## Geschichte

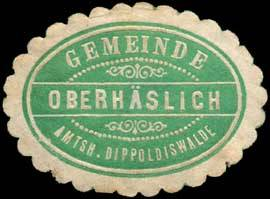
Siegelmarke der Gemeinde Oberhäslich

Der Ort wird 1445 erstmals als Heselicht („Ort am Haselbusch“) erwähnt. Es ist als Straßen- bzw. Waldhufendorf angelegt. 1569 war Oberhäslich zum Amt Dippoldiswalde gehörig, von 1856 bis 1875 zum Gerichtsamt Dippoldiswalde, danach zur gleichnamigen Amtshauptmannschaft. Das 1550 genannte Vorwerk wurde 1710 aufgeteilt und ging als Frei-Vorwerk in Privatbesitz, der Hans Heinrich von Venediger war 1718–1724 und  die Hochadelige Familie „von der Pforte“ von 1737 bis 1748 Besitzer, nach 1945 wurde es Volksgut und ist heute eine Mietwohnungsanlage. Die Bevölkerung von Oberhäslich teilte sich 1925 in 228 evangelisch-lutherische Einwohner und zwei Katholiken auf. Am 1. Juli 1950 wurde das benachbarte Dorf Reinberg eingemeindet. Zwei Jahre später wurde Oberhäslich ein Teil des Kreises Dippoldiswalde, der aus der Amtshauptmannschaft entstand. 1994 wurde Oberhäslich nach Dippoldiswalde eingemeindet. Die Landkreise Dippoldiswalde und Freital schlossen sich im selben Jahr zusammen und bildeten fortan den Weißeritzkreis, dem Oberhäslich bis zur Fusion mit dem Landkreis Sächsische Schweiz zum Landkreis Sächsische Schweiz-Osterzgebirge angehörte.

### Entwicklung der Einwohnerzahl
Entwicklung der Einwohnerzahl Oberhäslichs:
| Jahr | Einwohner                               |
| ---- | --------------------------------------- |
| 1552 | 25 besessene Mann, 30 Inwohner          |
| 1569 | 14 besessene Mann, 8 Gärtner, 6 Häusler |
| 1764 | 21 besessene Mann, 5 Häusler            |
| 1834 | 214                                     |
| 1871 | 236                                     |
| 1890 | 238                                     |
| 1910 | 233                                     |
| 1925 | 231                                     |
| 1939 | 251                                     |
| 1946 | 383                                     |
| 1950 | 548                                     |

| Jahr | Einwohner |
| ---- | --------- |
| 1964 | 459       |
| 1990 | 509       |
| 2006 | 313       |
| 2007 | 342       |
| 2008 | 334       |
| 2009 | 329       |
| 2010 | 344       |
| 2011 | 360       |
| 2012 | 363       |
| 2013 | 348       |
| 2014 | 325       |

| Jahr | Einwohner |
| ---- | --------- |
| 2017 | 329       |
| 2020 | 334       |

### Ortsnamenformen
Der Name des Ortes Oberhäslich änderte sich geschichtlich wie folgt:
- 1445: Heselich
- 1501: Heßelicht
- 1503: Heßlich
- 1504: zum Hesseligt
- 1506: vor dem Hesselich, Heßelich
- 1548: Oberheselicht
- 1569: Heselicht
- 1590: Ober Heßlicht
- 1875: Oberheßlich